# Axel Ullrich
Axel Ullrich (* 19. Oktober 1943 in Lauban) ist ein deutscher Biochemiker. Er war bis 2016 Direktor der Abteilung für Molekularbiologie am Max-Planck-Institut für Biochemie in Martinsried bei München. Ullrich klonierte den Insulinrezeptor, den EGF-Rezeptor und andere Wachstumsfaktor-Rezeptoren. Er entwickelte den humanisierten Anti-EGFR-Antikörper Trastuzumab (Herceptin®) und den Angiogenese-Blocker Sunitinib (Sutent®), beides Krebsmedikamente.

## Ausbildung
Ullrich absolvierte das Ludwig-Wilhelm-Gymnasium in Rastatt und studierte bis 1971 Biochemie an der Universität Tübingen. Nach dem Diplom wechselte er an die Universität Heidelberg, an der er 1975 über die „Translation virusspezifischer Ribonukleinsäuren in homologen und heterologen zellfreien Systemen“ promoviert wurde.

## Berufliche Stationen
1975 ging Ullrich als Postdoktorand und Forschungsassistent an die Abteilung für Biochemie und Biophysik der University of California. Ab 1979 arbeitete er in der 1976 gegründeten Biotechnologiefirma Genentech.
1988 kehrte er nach Deutschland zurück, um Direktor der Abteilung für Molekularbiologie am Max-Planck-Institut für Biochemie in Martinsried zu werden.
Außerdem ist Ullrich Honorarprofessor der Second Military Medical University in Shanghai und der Universität Tübingen. Ferner ist Ullrich neben seiner Tätigkeit in München seit 2004 auch Direktor des Singapore Onco Genome Laboratory, einer Kooperation der Max-Planck-Gesellschaft und der Agency for Science, Technology and Research (A*STAR) in Singapur.
Ullrich hat neben seiner akademischen Tätigkeit bisher fünf Biotechfirmen gegründet:
SUGEN (Schlessinger und Ullrich-Gen; 1991 in Kalifornien gegründet, inzwischen Teil von Pfizer), Axxima Pharmaceuticals (1998 in Martinsried gegründet, inzwischen Teil von GPC Biotech (2013 aufgelöst)), U3 Pharma (2001 ebenfalls in Martinsried gegründet, 2008 vom japanischen Konzern Daiichi Sankyo übernommen), Kinaxo (2005 ebenfalls in Martinsried gegründet, 2011 von Evotec AG übernommen) und NEO New Oncology (2012 in Köln gegründet, 2016 von Siemens Healthineers übernommen).
Ende Oktober 2016 wurde Axel Ullrich emeritiert.

## Publikationen
Seine Arbeit umfasst mehr als 571 wissenschaftliche Publikationen und mehr als 50.000 Zitierungen.

## Axel-Ullrich-Lecture und Axel-Ullrich-Medaille
Seit 2018 veranstaltet das Max-Planck-Institut für Biochemie jedes Jahr im Herbst die „Axel-Ullrich-Lecture“. Die Referenten erhalten die „Axel-Ullrich-Medaille“.

## Auszeichnungen
Für seine Arbeiten und Entdeckungen im Fach der Molekularen Signaltransduktion der Zelle und der Tumorbiologie bekam Axel Ullrich zahlreiche Preise:
- 1987: Paul-Langerhans-Medaille der Deutschen Diabetes-Gesellschaft
- 1998: Deutscher Krebspreis der Deutschen Krebsgesellschaft Axel Ullrich (experimenteller Teil) zusammen mit Harald Stein (klinischer Teil)
- 2000: Bruce F. Cain Memorial Award der American Association for Cancer Research
- 2001: Robert-Koch-Preis
- 2001: Ehrenbürgerschaft der Stadt Rastatt, verliehen am 12. Dezember[3]
- 2003: König-Faisal-Preis für Medizin mit Umberto Veronesi
- 2005: Deutsche Krebshilfe Preis, Otto-Warburg-Medaille
- 2005: Clifford-Preis für Excellence in Cancer Research
- 2006: Warren Alpert Foundation Prize
- 2007: Karl Heinz Beckurts-Preis
- 2007: Prinz-Mahidol-Preis
- 2009: Dr. Paul Janssen Award for Biomedical Research
- 2009: Preisträger der Emanuel-Merck-Vorlesung[4]
- 2009: Verdienstkreuz 1. Klasse der Bundesrepublik Deutschland
- 2010: Wolf-Preis
- 2016: Johann-Georg-Zimmermann-Medaille
- 2019: Lasker~DeBakey Clinical Medical Research Award

Ferner ist er gewähltes Mitglied der European Molecular Biology Organization (EMBO), der Academia Europaea (seit 1991), der Deutschen Akademie der Naturforscher Leopoldina (seit 2000) sowie der American Academy of Arts and Sciences (seit 2005).

## Veröffentlichungen (Auswahl)
- Klaus Strebhardt, Axel Ullrich: Paul Ehrlich's magic bullet concept: 100 years of progress, in: Nature Reviews Cancer 8, 473–480 (June 2008) (Übersicht über Krebstherapeutika, beschreibt auch einen Teil von Ullrichs eigenen Arbeiten)